# Gorran Haven
Gorran Haven – wieś w Anglii, w Kornwalii. Leży 55 km na wschód od miasta Penzance i 357 km na południowy zachód od Londynu. W 2001 miejscowość liczyła 1271 mieszkańców.